# Angelica Blandon
Angelica Blandon (Medellín, 12 giugno 1985) è un'attrice colombiana.
Recita in teatro e in serie TV colombiane.

## Biografia
Ha studiato per 5 anni presso l'Accademia di Efraín Arce Aragona a Medellín, la Corporación Colombiana de Teatro e Accademia di Belle Arti  di Bogotà, dopo aver deciso all'età di 5 anni di fare l'attrice. Successivamente si è trasferita a New York e attualmente vive in Colombia.

## Carriera

### Cinema
- Paraiso Travel (2007)

### Televisione
- Tan cerca y tan lejos
- Oki Doki (1992)
- Padres e hijos (1992)
- Los Monachos (1994)
- No renuncies Salomé (2003)
- Vuelo 1503 (2005)
- Sin senos no hay paraíso (2008)
- Las muñecas de la mafia (2009)
- Niños ricos, pobres padres (2009)
- Almas perdidas (2010)

### Teatro
- La bella durmiente
- En el cielo también hay paisas
- Los guardianes de la paz
- Borges